# Саянские самодийцы

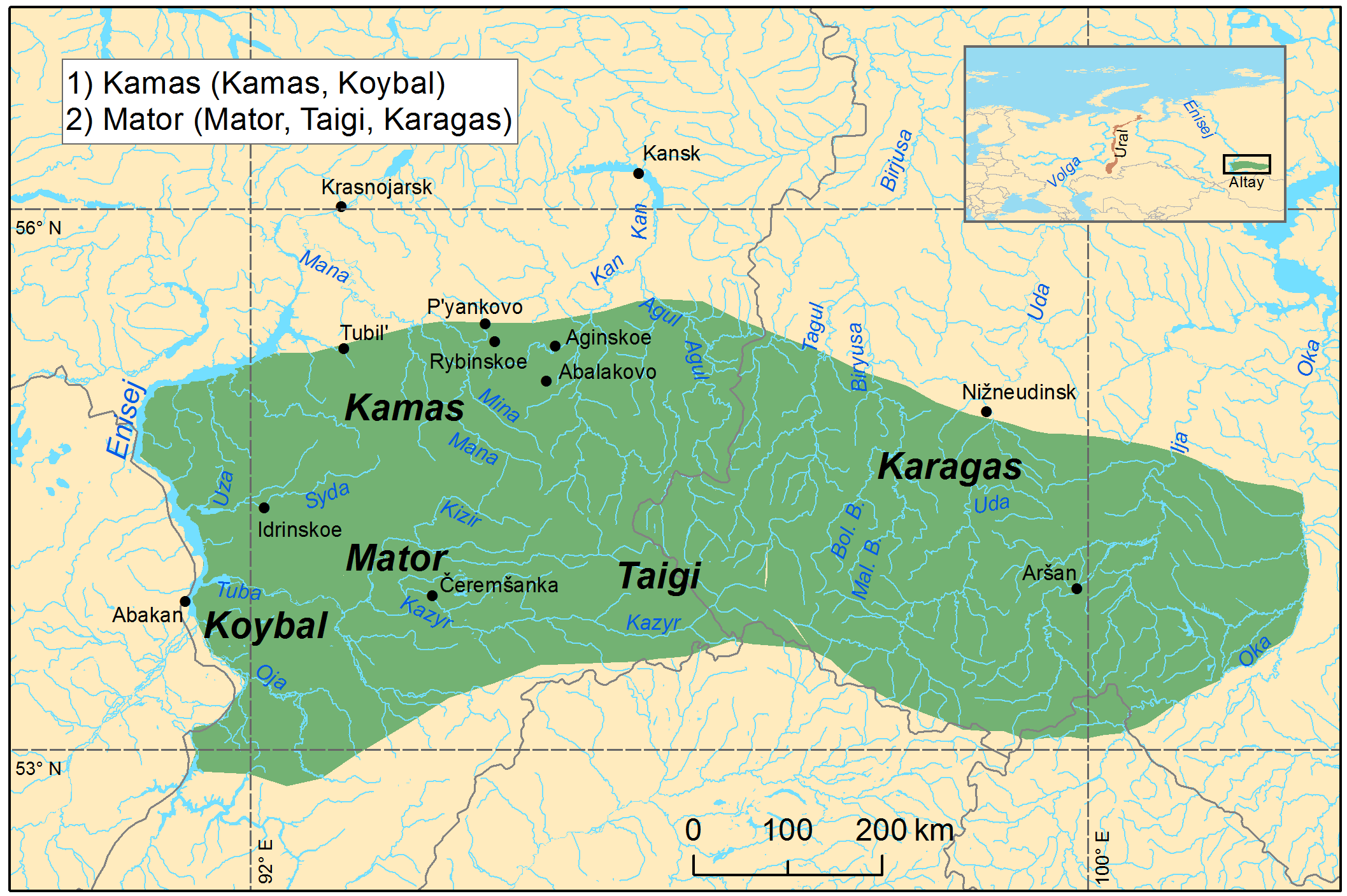
Распространение саянских самодийцев в конце XVIII века

Саянские самодийцы — собирательное название нескольких самодийских народов и народностей, проживавших (или проживающих) главным образом в тайге на северных склонах Саянского нагорья.

## Расселение
Камасинцы проживали в основном в южной части современного Красноярского края, южнее и юго-восточнее современного Красноярска по рекам Кан и Мана.
Говорившие на диалекте камасинского языка койбалы образовывали отдельный анклав южнее основной массы камасинцев, в Саянах, в бассейнах рек Кебеж, Абакан, Туба, Оя, Амыл, Кандат и Шадат.
Тайгийцы, карагасы (карагосы) и говорившие на маторском языке маторы (моторы) проживали на территориях от правобережья Енисея в районе современного Абакана до верховьев рек Бирюса и Уда на западе современной Иркутской области, в бассейнах рек Кизир, Туба, Амыл и Оя.
Сойоты (саяты) проживают в Окинском районе Бурятии.

## Языки и ассимиляции
Саянские самодийцы говорили на диалектах камасинского и маторского языков. Согласно исследованию Е. А. Хелимского, данные языки не обнаруживают тесных генетических связей ни между собой, ни с другими самодийскими языками.
Часть койбалов по некоторым наблюдениям говорила на диалекте камасинского языка, но впоследствии была ассимилирована хакасами. Подвергшиеся монголизации сойоты перешли на бурятский язык. Саянские самодийцы были ассимилированы в основном хакасами, отчасти — тувинцами и западными бурятами, к концу XX века — русскими.

## Исследования
Первым отметил факт существования самодийцев в Сибири шведский военный и географ Филипп Иоганн фон Страленберг. В 1730 он опубликовал свои исследования в книге «Историческое и географическое описание северной и восточной частей Европы и Азии». Языки саянских самодийцев в XVIII веке зафиксировали путешественники Пётр Паллас и Герард Миллер, а в первой половине XIX века — Григорий Спасский и Матиас Кастрен. В начале XX века богатый материал по языку и фольклору камасинцев собрал финский лингвист К. Доннер.